# Laning
Laning település Franciaországban, Moselle megyében. Lakosainak száma 601 fő (2022. január 1.). Laning Altrippe, Biding, Frémestroff, Grostenquin, Lixing-lès-Saint-Avold, Maxstadt és Vahl-Ebersing községekkel határos.

## Népesség
A település népességének változása:
| Lakosok száma | 365  | 436  | 519  | 572  | 569  | 585  | 604  | 620  | 623  | 601  |
|               | 1968 | 1982 | 1990 | 2006 | 2013 | 2015 | 2017 | 2019 | 2020 | 2022 |